# Чинсали
Чинсали (на английски: Chinsali) е град в източната част на Северна Замбия. Намира се в Северната провинция на страната на около 1300 m надморска височина. Населението му е 15 198 жители (2010 г.).